# Бахчисарай (Башкортостан)
Бахчисарай (баш. Баҡсаһарай) — деревня в Туймазинском районе Башкортостана, входит в состав Ильчимбетовского сельсовета.
С 2005 современный статус.

## История
Название происходит от бакса ‘сад’ и һарай ‘дворец’.
Статус деревня, сельского населённого пункта, посёлок получил согласно Закону Республики Башкортостан от 20 июля 2005 года N 211-з «О внесении изменений в административно-территориальное устройство Республики Башкортостан в связи с образованием, объединением, упразднением и изменением статуса населенных пунктов, переносом административных центров», ст.1:

6. Изменить статус следующих населенных пунктов, установив тип поселения - деревня:
1) в Туймазинском  районе:…
 б) поселка Бахчисарай Ильчимбетовского сельсовета

## Население
| 2002 | 2009 | 2010 |
| ---- | ---- | ---- |
| 13   | ↘5   | ↗8   |

## Географическое положение
Расстояние до:
- районного центра (Туймазы): 14 км,
- центра сельсовета (Ильчимбетово): 16 км,
- ближайшей ж/д станции (Туймазы): 25 км.